# X Ufficio politico del Partito Comunista Cinese
Il X Ufficio politico del Partito Comunista Cinese (中国共产党第十届中央局S, Zhōngguó Gòngchǎndǎng dìshí jiè zhōngyāng júP) fu l'organo dirigente del Partito Comunista Cinese eletto dal X Comitato Centrale del Partito. Restò in carica dal 1973 al 1977.

## Componenti
- Mao Zedong, presidente del Comitato Centrale (†1976)
- Hua Guofeng, primo vicepresidente del Comitato Centrale (1976), presidente del Comitato Centrale (dal 1976)
- Zhou Enlai, vicepresidente del Comitato Centrale (†1976)
- Wang Hongwen, vicepresidente del Comitato Centrale (destituito nel 1976)
- Ye Jianying, vicepresidente del Comitato Centrale
- Li Desheng, vicepresidente del Comitato Centrale
- Deng Xiaoping (dal 1975, destituito nel 1976), vicepresidente del Partito
- Wei Guoqing
- Jiang Qing (destituita nel 1976)
- Zhu De
- Xu Shiyou
- Ji Dengkui
- Wu De
- Wang Dongxing
- Chen Yonggui
- Chen Xilian
- Li Xiannian
- Li Desheng (destituito nel 1975)
- Zhang Chunqiao (destituito nel 1976)
- Yao Wenyuan
- Kang Sheng
- Dong Biwu

### Membri candidati
- Wu Guixian
- Su Zhenhua
- Ni Zhifu
- Sai Fuding

## Comitato Permanente
| Ordine | Nome                                                                                           | Immagine | Incarichi di Partito | Incarichi statali                                                                          |
| ------ | ---------------------------------------------------------------------------------------------- | -------- | --- | ------------------------------------------------------------------------------------------ |
| 1      | Mao Zedong (morto il 9 settembre 1976)                                                         |          | Presidente del Comitato Centrale; presidente della Commissione militare centrale                                                                          |                                                                                            |
| 1*     | Hua Guofeng (dal 1976)                                                                         |          | Primo vicepresidente del Comitato Centrale (aprile 1976); presidente del Comitato Centrale; presidente della Commissione militare centrale (ottobre 1976) | Primo ministro del Consiglio di Stato                                                      |
| 2      | Zhou Enlai (morto nel gennaio 1976)                                                            |          | Vicepresidente del Comitato Centrale | Primo ministro del Consiglio di Stato                                                      |
| 3      | Wang Hongwen (destituito nell'ottobre 1976)                                                    |          | Vicepresidente del Comitato Centrale | -                                                                                          |
| 4      | Ye Jianying                                                                                    |          | Vicepresidente del Comitato Centrale Vicepresidente della Commissione militare centrale                                                                   | Ministro della Difesa nazionale                                                            |
| 5      | Li Desheng (retrocesso nel gennaio 1975)                                                       |          | Vicepresidente del Comitato Centrale Direttore del Dipartimento politico generale dell'Esercito popolare di liberazione                                   | Comandante della Regione militare di Pechino                                               |
| 5*     | Deng Xiaoping (eletto nel gennaio 1975; destituito nell'aprile 1976; rieletto nel luglio 1977) |          | Vicepresidente del Comitato Centrale Vicepresidente della Commissione militare centrale                                                                   | Vice primo ministro esecutivo Capo di Stato maggiore dell'Esercito popolare di liberazione |
| 6      | Zhu De (morto nel luglio 1976)                                                                 |          | | Presidente del Comitato permanente dell'Assemblea popolare nazionale                       |
| 7      | Dong Biwu (morto nell'aprile 1975)                                                             |          | - | Vicepresidente del Comitato permanente dell'Assemblea popolare nazionale                   |
| 8      | Zhang Chunqiao (destituito nell'ottobre 1976)                                                  |          | Primo segretario del Comitato municipale di Shanghai del PCC                                                                                              | Vice primo ministro Presidente del Comitato rivoluzionario di Shanghai                     |